# Georgina Leonidas
Georgina Leonidas (Londra, 28 febbraio 1990) è un'attrice britannica, conosciuta in particolar modo per aver interpretato il ruolo di Miss Molly in The Basil Brush Show (2002) e quello di Katie Bell nella serie cinematografica di Harry Potter.

## Biografia e carriera
Cresciuta a Londra, ha frequentato la scuola elementare Preston Park di Wembley. Nella sua famiglia ci sono altri due attori, il fratello Dimitri e la sorella maggiore Stephanie.
Georgina è apparsa in tutti gli episodi del The Basil Brush Show dalla prima alla quarta stagione, ricomparendo poi sporadicamente come ospite nelle stagioni successive. Nel 1999 è stata scelta per interpretare il ruolo della piccola Cosette nel musical Les Misérables, messo in scena a Londra. Nel 2007 ha recitato come ospite in "Stargazer", un episodio della serie televisiva della BBC Holby City, nella quale è comparsa anche nel 2009 in altri due episodi.
Il 19 dicembre 2007 è stata scelta per recitare nel film Harry Potter e il principe mezzosangue, sesto capitolo della saga del maghetto, nel ruolo di Katie Bell, compagna di Harry nella squadra di Quidditch della casa di Grifondoro. Nel 2008 interpretò il ruolo della protagonista, Maya, nel cortometraggio Baghdad Express, che fu seguito l'anno successivo da un altro corto, Driftwood.

## Filmografia

### Cinema
- Baghdad Express - cortometraggio (2008)
- Harry Potter e il principe mezzosangue (Harry Potter and the Half-Blood Prince), regia di David Yates (2009)
- Nine, regia di Rob Marshall (2009)
- Harry Potter e i Doni della Morte - Parte 1 (Harry Potter and the Deathly Hallows Part I), regia di David Yates (2010)
- Harry Potter e i Doni della Morte - Parte 2 (Harry Potter and the Deathly Hallows Part II), regia di David Yates (2011)
- Papadopoulos & Sons, regia di Marcus Markou (2012)

### Televisione
- The Basil Brush Show - serie TV, 61 episodi (2002-2007)
- Holby City - serie TV, episodio 9x22 (2007)
- Myths - serie TV, episodio 1x03 (2009)
- New Tricks - Nuove tracce per vecchie volpi (New Tricks - serie TV, episodio 6x03 (2009)
- Maghi contro alieni (Wizards vs Aliens) – serie TV, episodi 2x07-2x08 (2013)
- Padre Brown (Father Brown) – serie TV, episodio 3x09 (2015)

## Teatro
- 1999 – Les Misérables

## Doppiaggio
- Katie Bell in Harry Potter e il principe mezzosangue (2009)